# 胡汝欽
胡汝欽（1539年—？），字子敬，直隸保定府定興縣人，民籍，明朝政治人物。

## 生平
嘉靖四十三年（1564年）甲子科順天府鄉試第七十五名舉人。隆慶二年（1568年）中式戊辰科會試第二百九十三名，三甲第二百八十七名進士。授河南安阳县知县，萬曆元年（1573年）十二月选授工科给事中，四年正月升怀庆府知府，八年正月升陕西按察司副使、延安兵备，九年五月被陕西总督郜光先弹劾識暗才疏，詔汝欽冠帶閒住。

## 家族
曾祖胡榮；祖父胡俊；父胡滋，母耿氏。慈侍下。